# 江当軌道
江当軌道（えとうきどう）は、かつて北海道石狩郡当別村（現当別町）と札幌郡江別町（現江別市）を結んでいた軌道路線、あるいはそれを運営していた軌道経営者である。国鉄札沼南線（後の札沼線）開通により補償をうけ廃止された。

## 路線データ
- 路線距離：当別 - 江別間11.3km
- 軌間：762mm
- 駅数：5（起終点を含む）
- 複線区間：なし（全線単線）
- 電化区間：なし（全線非電化）
- 動力：蒸気・内燃併用

## 沿革

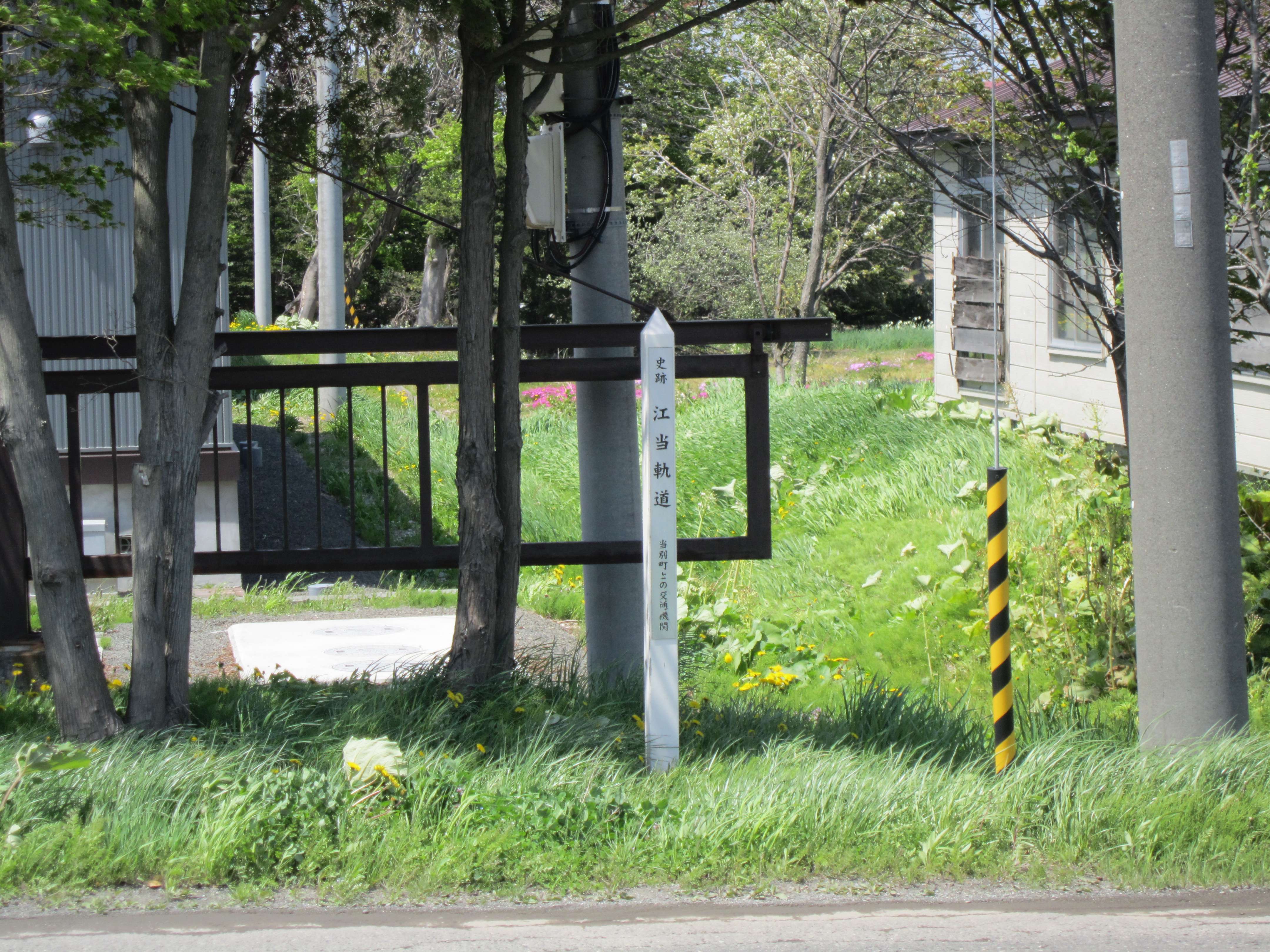
江別市篠津の史跡標柱

当別村 - 江別町間で軌道による旅客及び一般貨物の運輸、それと倉庫業の経営、ならびに乗合自動車での旅客運輸を目的に設立された。
1926年（大正15年）1月に開かれた設立会議にて、発起人である池田一修のほかに4名が取締役にして選出され、さらにその5名による互選から池田が社長に選ばれた。資本金は当初75,000円で（後に15万円）、3000株だった。もとは馬車鉄道として1925年（大正14年）9月12日に特許状が下付されており、1926年（大正15年）9月20日に動力を蒸気へ変更することを申請し、開業直前の1927年（昭和2年）5月11日になって許可を受けた。同年8月に開業したが、江別では石狩川、当別では当別川に遮られ両市街地に乗り入れることができなかった。道庁では国鉄と接続しないことを危惧し会社に石狩川を渡るように指導したが架橋する余力などなく、また石狩大橋を鉄道道路併用橋にするのには幅員が不足していた。
収支状況は、開業して以来一度も黒字を出すことはなかった。江別には富士製紙株式会社北海道工場があり当別川からの舟運による木材の輸送に期待し、無蓋貨車を31両所有していたものの、貨物輸送が期待していたほどでなかったのが原因であり、道庁補助金により何とか会社を維持していた。
ところが、1934年（昭和9年）11月に札沼南線が開通すると、貨客とも大幅に減少し営業が成り立たない状況におちいった。そこで国に対し軌道法26条による補償を申請した結果、補償を受けることになり廃止された。補償金額は44,425円。札沼南線は1923年（大正12年）3月に建設が決定されており、廃止（補償）は織り込み済みだったといえる。
- 1925年（大正14年）9月12日：江当軌道に対して軌道特許状下付（動力馬力）[7]
- 1926年（大正15年）1月17日：当別村市街地にて江当軌道株式会社の設立会議、池田一修が社長に選任[8][9]
- 1927年（昭和2年）
  - 4月：軌道の敷設が起工
  - 8月18日：当別 - 江別間の営業開始[9]
- 1929年（昭和4年）10月30日：蒸気瓦斯倫併用実施。ガソリン機関車を使用（10月12日認可）[9]
- 1930年（昭和5年）12月14日：積雪のため1931年3月24日まで運休[10]。
- 1932年（昭和7年）
  - 1月16日：積雪のため3月3日まで運休[11]
  - 12月24日：積雪のため1933年3月27日まで運休[12]
- 1934年（昭和9年）
  - 1月1日：積雪のため3月10日まで運休[13]
  - 11月20日：札沼南線が開業し石狩当別駅を設置
  - 12月15日：積雪のため1935年4月10日まで運休[14]
- 1935年（昭和10年）12月20日：積雪のため1936年4月30日まで運休[15]
- 1936年（昭和11年）4月30日：軌道路線廃止[16]

## 運転状況
開業時は4往復（当別発は午前6:40、午前10:50、午後2:00、午後5:00、江別発は午前9:00、午後12:00、午後3:40、午後6:43）、所要時間は50分であった。
冬期は積雪のため運休しており、馬橇が使用された。

## 駅一覧
当別駅（とうべつ）0.0km - 蕨岱駅（わらびたい） - 六号駅（ろくごう） - 三原駅（さんげん） - 江別駅（えべつ）11.3km
江別駅は国鉄函館本線江別駅とは位置が違い、石狩川を挟んだ江別市街の反対側の石狩大橋のたもとにあった。そのため、江当軌道の江別駅からは自動車輸送で国鉄江別駅まで輸送を行っていた。

## 輸送・収支実績
| 年度 | 乗客（人） | 貨物量（トン） | 営業収入（円） | 営業費（円） | 益金（円） | その他損金（円）     | 支払利子（円） | 道庁補助金（円） |
| ---- | ---------- | -------------- | -------------- | ------------ | ---------- | -------------------- | -------------- | ---------------- |
| 1928 | 18,394     | 5,227          | 14,979         | 18,060       | ▲ 3,081    | 自動車941            | 5,272          | 0                |
| 1929 | 26,338     | 4,705          | 17,829         | 23,584       | ▲ 5,755    | 自動車2,354          | 3,703          | 23,984           |
| 1930 | 42,025     | 10,209         | 29,891         | 31,617       | ▲ 1,726    | 自動車556            | 9,002          | 14,778           |
| 1931 | 31,567     | 7,841          | 20,200         | 22,772       | ▲ 2,572    | 自動車4,351          | 6,043          | 15,050           |
| 1932 | 25,837     | 6,155          | 15,306         | 20,031       | ▲ 4,725    | 雑損自動車3,811      | 6,525          | 15,123           |
| 1933 | 22,510     | 4,108          | 11,991         | 16,113       | ▲ 4,122    | 雑損45自動車4,517    | 6,401          | 15,123           |
| 1934 | 27,648     | 8,893          | 17,170         | 19,470       | ▲ 2,300    | 雑損18自動車7,003    | 5,813          | 15,366           |
| 1935 | 18,340     | 6,503          | 11,567         | 13,787       | ▲ 2,220    | 雑損106自動車4,790   | 5,332          | 15,366           |
| 1936 | 3,260      | 83             | 1,454          | 9,630        | ▲ 8,176    | 雑損1,287自動車2,957 | 5,290          | 15,366           |

- 鉄道統計資料各年度版

## 車両
- 蒸気機関車 - 2両（ローカ製B型7トン機[17]、雨宮製作所製C型5トン機）
- 内燃機関車 - 2両（碌々商店製3.5トン石油発動機関車、札幌車輌工務所製2.5トンガソリン機関車）
- 客車 - 3両
- 貨車 - 31両

## バス事業
軌道の開業に先立ち1927年（昭和2年）5月に弁華別小学校前、当別停車場、中小屋を結ぶ路線の運行を開始した。当初はフォード社製の6人乗りで1日1往復であったが、1931年（昭和6年）に月形まで延長し1日2往復となり1933年（昭和8年）にシボレー社製の10人乗りが加わった。1935年（昭和10年）頃の営業キロは47キロ、保有車両は6台であった。
その後、当別 - 江別間のバス路線は、北海道中央バス当別営業所の担当になった。やがて当別営業所は1973年に江別営業所に統合されたが、1993年12月15日に中央バスが撤退し、札幌第一観光バスの管轄となった。しかし2005年4月に札幌第一観光バスも撤退、下段モータースが運行することになった。その後も乗客数は減り続け、当別町、江別市、下段モータースの3者で協議した結果、2016年4月1日をもって路線を廃止することになった。詳しくは北海道中央バス江別営業所#当江線、下段モータース#当江線（一般路線、廃止）を参照のこと。